# Oggy und die Kakerlaken
Oggy und die Kakerlaken (frz. Originaltitel: Oggy et les cafards) ist eine in Frankreich vom französischen Produzenten Marc du Pontavice und vom Animationsstudio Xilam (u. a. Lucky Luke) produzierte Zeichentrickserie. Sie handelt von einem Kater, der sich mit drei aufsässigen Kakerlaken herumplagt.

## Produktion und Veröffentlichung
Die Idee zur Serie stammt von Jean-Yves Raimbaud. Die Serie wurde in Frankreich von dem Animationsstudio Xilam im Auftrag von ProSieben produziert und auch in die USA verkauft. 2008 wurde in Frankreich eine dritte Staffel produziert, sodass mittlerweile 195 Folgen existieren.
Die erste Staffel in Deutschland strahlte ProSieben aus. Oggy kommentierte die Folgen aus der Ich-Perspektive in von Monty Arnold gesprochenen Reimen. Nachdem ProSieben die Serie abgesetzt hatte, sicherte sich Super RTL (auf dem Kinderblock Toggo) die Rechte an der Serie und unterlegte die Handlung mit von Dirk Bach gesprochenen Reimen. Die Super-RTL-Fassung besitzt als einzige einen Erzähler, der die Handlung kommentiert. Autor dieser Verse ist Eberhard Storeck, der bereits die Serie Der rosarote Panther mit dieser Erzählweise ergänzte. Die 156 Folgen der ersten beiden Staffeln wurden von Super RTL in 52 Dreierblöcken zusammengefasst und 2001 ausgestrahlt.
Die erste Staffel erschien bisher nur in Frankreich auf DVD. Eine Film-Adaption der Serie ist in Frankreich am 7. August 2013 angelaufen. Im Jahr 2017 wurde die fünfte Staffel produziert. Sie ist auf Netflix zu finden und wurde im Disney Channel Deutschland ausgestrahlt. Die fünfte Staffel besteht aus 26 Folgen, die jeweils drei Kurzgeschichten haben. Alle zusammen sind mit der Weltgeschichte verbunden. Die sechste Staffel wurde 2017 gedreht und konzentriert sich auf Remakes alter Episoden. 
Die siebte Staffel handelt von den Technologien des 21. Jahrhunderts und wie die sich auf das Leben von Oggy und den Kakerlaken auswirken würde. Darüber hinaus besteht auch die siebte Staffel aus einigen Remakes alter Episoden.

## Inhalt
Sämtliche Folgen drehen sich um die alltäglichen Auseinandersetzungen zwischen Oggy und den Kakerlaken. Die Jagden enden fast immer zu Ungunsten beider Fronten, wirkliche Gewinner oder Verlierer gibt es nicht. Meist sind es die Kakerlaken, die den ersten Schritt tun, oft genug erregen sie allerdings auch ohne Zutun den Unmut des Katers, z. B. wenn sie mal wieder in Oggys Kühlschrank die Lebensmittel anfressen. Zwischen den Vieren scheint eine Art Hassliebe zu bestehen. In einer Folge (Episode 22) ist Oggy ganz allein zu Hause. Er beginnt, die Kakerlaken so sehr zu vermissen, dass er sich in seiner Verzweiflung selbst Streiche spielt. Ohne Kakerlaken wäre sein Leben also in Wahrheit leer und unausgefüllt. Die Kakerlaken ihrerseits spielen Oggy zwar arge Streiche, doch es gibt auch Folgen, in denen sie Oggy unterstützen.
Der Umstand, dass auch nebenstehende Figuren in Oggys Auseinandersetzungen mit den Kakerlaken hineingezogen werden, führt häufig zu Schlägereien. Diese werden jedoch meist nicht direkt gezeigt, sondern ausgeblendet, bzw. das Bild wechselt zu anderen Hauptfiguren, die Zeugen der Schlägerei sind. Die Handgreiflichkeiten selbst werden durch aufwirbelnde Staubwolken und Geschrei angedeutet. Wie bei Zeichentrickserien üblich, sind die erlittenen Schäden wie Blessuren oder fehlende Zähne in der darauffolgenden Episode verschwunden.
Ein Running Gag ist die Eigenart von Oggy und seinem Vetter Jack, ihre Nasen abzunehmen und damit Quietschgeräusche zu erzeugen. Die Ähnlichkeit der Nasen zu Clownsnasen untermalt die Komik. Den Kakerlaken kommt diese „Multifunktion“ stets für neue Streiche gelegen.

## Figuren

### Katzen
- Oggy ist ein fauler, blauer Kater, der in einem großen, luxuriösen Haus wohnt und den ganzen Tag seinen Lieblingsbeschäftigungen nachgeht: Kochen und Fernsehen. Oft sieht man ihn bei typischen Hausmanntätigkeiten, wie Putzen, Waschen oder bei der Gartenpflege. Ansonsten sieht man ihn die Kakerlaken jagen. Sein Fell kann er wie Morgen- oder Abendwäsche ablegen, was den Kakerlaken oft für neue Streiche gelegen kommt. Sein Haus ist übrigens das Einzige in seiner Wohngegend, dessen Dach lila und nicht rot ist.

- Jack ist Oggys grüner Vetter und besucht diesen häufig, in einigen Folgen wohnt er auch bei Oggy. Seine Handlungen sind stets gut gemeint, vor allem, wenn es darum geht, Oggy bei der Jagd nach den Kakerlaken zu helfen. Seine Hobbys sind Geländewagen und explosive Chemikalien. Meist schleppt er auch schweres Geschütz bei der Jagd nach den Kakerlaken an. Jack ist in Oggys Schwester Monika verliebt.

- Monika ist Oggys Schwester, die immer auf Abenteuer und Action aus ist. Sie sieht aus wie Oggy, mit dem Unterschied, dass sie blonde, zu beiden Seiten abstehende Zöpfe hat und permanent auf Rollschuhen unterwegs ist. Sie versucht oft, Oggy und besonders Jack zur Begleitung ihrer Abenteuer zu überreden. Jack willigt meist aber nur deshalb ein, um eine Gelegenheit für einen Heiratsantrag zu ergattern. Später ist Monika tatsächlich mit Jack zusammen.

- Olivia ist eine weiße, schöne und nette Katze mit einer gelben Schleife auf dem Kopf. Sie ist die Nachbarin nebenan von Oggy. Als Olivia umgezogen ist, hatte sich Oggy in sie verliebt und er versucht, sie immer zu „verlocken“. Sie ist erst nur in Staffel 4 zu sehen. In manchen Episoden mag sie die Kakerlaken und wenn Oggy sie zertritt, weint sie dann. Es gibt auch „Spezial“-Episoden, in denen Oggy Olivia heiratet.

### Die Kakerlaken
- Joey ist der Kopf der Bande und der Gerissenste der drei. Er ist es oft, der bei der Ausführung der Streiche die Fäden in der Hand hält. Er ist auch der Streitlustigste von allen und legt sich, wenn es sein muss, auch mit seinen Kumpeln an. Joey hat einen purpurnen Körper und ein lilafarbenes Gesicht sowie zwei verschiedene Augen (eines rot, das andere gelb).

- Dee-Dee ist der Nimmersatt in der Gruppe. Er ist dementsprechend übergewichtig und seine Fresssucht wird ihm oft zum Verhängnis. Als er in der Folge „Die Super-Kakerlake“ Superkräfte bekommt, bezieht er passenderweise Oggys Kühlschrank als Hauptquartier. Dee-Dee hat einen hellblauen Körper und ein orangefarbenes Gesicht sowie türkisfarbene Augen.

- Marky ist der Dünnste der drei und ein selbsterklärter Frauenheld. Er ist außerdem sehr eitel. Bei den Streichen bleibt er allerdings eher im Hintergrund. Sein Körper ist silbergrau und sein Gesicht grün. Er hat rote Augen und außerdem verbeulte Antennen.

### Nachbarn
- Bob ist der Nachbar von Oggy. Er ist eine große Bulldogge mit Stachelhalsband. Obwohl er zum festen Ensemble der Serie gehört, erscheint er nicht im Vorspann. Seine Hobbys sind Kampfsport und Gartenkunst. Sein Charakter schwankt sprunghaft zwischen Gleichgültigkeit und Jähzorn. Bob oder sein Haus werden bei Oggys Jagd auf die Kakerlaken mitunter erheblich in Mitleidenschaft gezogen, weswegen sowohl Oggy als auch sein Vetter Jack recht häufig von Bob verdroschen werden.

### Nebenfiguren
- Rosalita Conchita ist eine reiche und verwöhnte, aber anmutige Millionärstochter, die in einer prächtigen Villa am Stadtrand wohnt und Oggy öfters den Kopf verdreht. Ob Rosalita jedoch wirklich auf Oggy steht, ist fraglich.

- Wachtmeister Alfons Krause ist ein griesgrämiger Polizist, der entweder patrouilliert oder den Verkehr regelt. Er wird oft von Oggy in Missgeschicke hineingezogen, was er Oggy stets mit Dresche „dankt“.

- Die Pilotenhummel erscheint in mehreren Episoden, wo sie den Kakerlaken als williges Fluggerät zur Seite steht. Sie trägt bezeichnenderweise eine Fliegerbrille und meist passend dazu eine Lederkappe.

Anmerkung: Die Nebenfiguren besitzen nur in der deutschen Fassung einen Namen.

## Folgenübersicht
| 1  | Der Pralinenkrieg             | Oggy hat Nougat-Pralinen geschenkt bekommen. Die Kakerlaken nehmen sie ihm weg und es beginnt ein gnadenloser Kampf um die Süßigkeiten. |
| 2  | Die Frittenschlacht           | Oggy will sich nach altem Hausrezept Pommes frites zubereiten. Die Kakerlaken wollen sie jedoch zuerst verspeisen. Nun geht es um jede Fritte. |
| 3  | Mission Oggy                  | Ein neues Sicherheitssystem soll die Kakerlaken vom Kühlschrank fernhalten. Ob die technische Errungenschaft etwas taugt, bleibt abzuwarten. |
| 4  | Die Fremde Macht              | Vetter Jack liegt laut schnarchend in der Hängematte. Sein ohrenbetäubendes Gesäge stört die Kakerlaken, und so dringen sie in seinen Kopf ein und machen ihn zu ihrer Marionette. Dummerweise ist Jack sehr schwer zu steuern. |
| 5  | Der große Krach               | Oggy will sich bei klassischer Musik entspannen. Die Kakerlaken finden die Musik jedoch grauenvoll. Ihnen ist lieber nach Krach zumute. |
| 6  | Der Patient                   | Bei seiner rabiaten Jagd auf die Kakerlaken bricht Vetter Jack in den zugefrorenen Swimming-Pool ein und erkältet sich. Nun liegt er hilflos im Bett. Die Kakerlaken nutzen dies schamlos aus. |
| 7  | Kaffee-Power                  | Oggy will seinen Morgenkaffee genießen. Doch die drei Kakerlaken schütten heimlich soviel Kaffeepulver in den Kocher, bis das Getränk dick wie Sirup ist. Oggy trinkt den Kaffee und wird ausgesprochen munter, worunter auch Vetter Jack leiden muss. |
| 8  | Runter kommt man immer        | Vetter Jack baut sich einen Wolkenkratzer und Oggy will ihm zur Einweihung etwas schenken. Dummerweise befällt ihn weit oben die Höhenangst. Die Kakerlaken nutzen dieses gnadenlos aus. |
| 9  | Die Welt ist klein            | Die Kakerlaken haben den Schlüssel für Oggys Kühlschrank gestohlen – mithilfe seines Kopierers bringt sich Oggy auf die Größe der Kakerlaken, um den Schlüssel wieder zurückzuerobern. |
| 10 | Oggy hat Geburtstag           | Vetter Jack bereitet Oggys Geburtstagsparty vor. Während die Kakerlaken die Dekoration sabotieren, kommt es zu Ausschreitungen zwischen Oggy und Jack. Partystimmung bringt das kaum. |
| 11 | Die Verwandlung               | Oggy verschluckt eine Praline, die die Kakerlaken manipuliert haben. Als Oggy am nächsten Morgen aufwacht, ist er selbst eine Kakerlake. |
| 12 | Eifersucht                    | Die hübsche Rosalita kommt Oggy besuchen. Da Oggy in Rosalita verliebt ist, will er sie mit einem romantischen Dinner überraschen. Doch ausgerechnet Marky verguckt sich ebenfalls in die Dame – und macht Oggy damit fuchsteufelswild. |
| 13 | Freitag der 13.               | Oggy ist extrem abergläubisch. Als es tatsächlich Freitag, der 13. ist, dreht er beinahe durch. Sehr zum Vergnügen der Kakerlaken. Die beschließen, Oggys Angst auszunutzen. |
| 14 | Die Geldwäsche                | Vetter Jack erscheint überraschend mit einem großen Geldkoffer bei Oggy. Nun soll Oggy darauf aufpassen. Mit Kakerlaken im Haus dürfte das schwierig werden. |
| 15 | Die Zahnfee                   | Bei einer Verfolgungsjagd verliert Oggy einen Zahn. Er legt ihn unter das Kopfkissen und findet am nächsten Morgen eine große Münze vor. Der geldgierige Joey hat das beobachtet und geht nun auf Zahnjagd, um sich von der Zahnfee Münzen zu ergaunern. |
| 16 | Vorsicht am Gleis!            | Oggy will Vetter Jack vom Videospiel weglocken und baut eine gigantische Modell-Eisenbahn im ganzen Haus auf. Die Kakerlaken fühlen sich inspiriert und benutzen die Eisenbahn als Vergnügungspark. |
| 17 | Robomaus                      | Oggy hat sich einen neuen Rasenmäher zugelegt. Als er die Kakerlaken damit versehentlich überfährt, sinnen die Drei auf Rache und stehlen die Bedienungsanleitung. Mit ihrer Hilfe basteln sie ein kleines Hightech-Monster, das nun Oggy jagen soll. |
| 18 | Die Schwangerschaft           | Die Kakerlaken schaffen es Oggy vorzugaukeln, er sei schwanger. Der bedenkt nicht, dass er ein Kater ist, also eigentlich nicht schwanger werden KANN. Oggy ist jedoch felsenfest überzeugt und entwickelt Muttergefühle. |
| 19 | Der Straßenschreck            | Oggy will den Führerschein machen. Der Fahrlehrer und dessen Praktikant kennen jedoch Oggys Kakerlaken noch nicht. Und die wollen unbedingt mit und machen daraus eine Fahrstunde mit allerlei Chaos. |
| 20 | Der Außenseiter               | Ein exzentrischer und äußerst eitler Mäuserich stromert in Oggy Haus herum und versprüht überall im Haus Lavendelparfüm. Die Kakerlaken finden das nervig und wollen dafür sorgen, dass der Mäuserich verduftet. Genauso wie Oggy, der panische Angst vor dem ungebetenen Gast hat.                                                                                               |
| 21 | Puppenliebe                   | Oggy spielt mit seiner Puppe. Marky verliebt sich in die Puppe und provoziert einen ungewöhnlichen Beziehungskrieg mit Oggy. Wer wird die Puppe erobern? |
| 22 | Oggy allein Zuhaus            | Oggy schafft es, die Kakerlaken loszuwerden. Doch schon bald darauf bereut er es, denn ohne Kakerlaken ist es ziemlich ruhig im Haus. Zu ruhig. |
| 23 | Die Monsterkakerlaken         | Die Kakerlaken nehmen Jacks Fernglas auseinander und entdecken dabei die optischen Eigenschaften der Vergrößerungslinsen. Die postieren sie nun auf Oggys Augen, sodass diesem alles beängstigend groß vorkommt. |
| 24 | Der Babysitter                | Oggy findet einen Säugling, den der Klapperstorch versehentlich bei ihm deponiert hatte. In seiner Panik versucht er, das Baby seinem Nachbarn Bob unterzuschieben. Aber der will nichts mit Kuckuckskindern zu tun haben. Schon gar nicht, als immer mehr Säuglinge auftauchen.                                                                                                  |
| 25 | Hundebesuch                   | Oggy findet auf dem Heimweg vom Einkauf einen Welpen vor der Haustür. Aus Mitgefühl nimmt er den Kleinen bei sich auf. Die anfängliche Begeisterung schlägt rasch in Entsetzen um, denn Vetter Jack kehrt heim. Wohin mit dem Hund? |
| 26 | Anglerglück                   | Oggy, Jack und Dee-Dee machen einen Angler-Ausflug. Während Dee-Dee den Picknick-Korb plündert, bekommt Jack Probleme mit einem liebeskranken Riesenfisch. Der ist sehr gekränkt, als Jack ihn grob zurückweist. |
| 27 | Flugangst                     | Oggy und Jack wollen verreisen, doch Oggy hat Flugangst. Jack hypnotisiert Oggy, um ihn zu beruhigen. Die Kakerlaken nutzen Oggys Trance schamlos aus. |
| 28 | Am Abgrund                    | Jack will Oggy zu einer Bergtour überreden. Doch der will lieber in seinen Büchern schmökern. Beide bekommen dennoch Probleme – Oggy in seiner überdimensionalen Bibliothek mit den Kakerlaken und Jack im Gebirge mit einem Schneesturm und einem Adler. |
| 29 | Dinner für Zwei               | Jack und Oggy wollen fein ausgehen. In einem noblen Restaurant finden sie zwar Sitzplätze, werden aber hartnäckig vom Oberkellner ignoriert. Während Oggy feststellen muss, dass die drei Kakerlaken in die Küche schleichen wollen, verliert Jack vor Hunger die Nerven. |
| 30 | Oggys Diät                    | Oggy ist zu fett. Er beschließt abzunehmen und stellt dafür seine Ernährung um. Das finden die Kakerlaken gar nicht gut. Sie vermissen ihr Fast-Food und beschließen, Oggy die Diät zu vermiesen. |
| 31 | Die Zeitmaschine              | Vetter Jack ist sauer. Irgendjemand hat seine frischgebackene Torte gefressen. Aber wer war es? Um das zu klären, baut er eine Zeitmaschine. |
| 32 | Besetzt                       | Oggy muss ganz dringend auf die Toilette. Doch die Kakerlaken haben diese besetzt. Und sie denken nicht daran, freiwillig die Tür zu öffnen. |
| 33 | Haus zu vermieten             | Die Kakerlaken entdecken an einem Nachbarhaus ein Verkausschild. Prompt stellen sie es vor Oggys Haustür auf. Schon bald klingeln die ersten Interessenten. |
| 34 | Ticket zum Glück              | Oggy und Jack können ihr Glück kaum fassen: Sie haben im Fernsehlotto gewonnen! Doch die Kakerlaken stehlen den Lotterieschein. Sie hätten sich besser vorher erkundigt, was denn als Hauptgewinn winkt. |
| 35 | Die Rache des Köders          | Oggy und Jack wollen wieder angeln gehen. Doch Oggy vertrödelt Zeit, was Jack zur Weißglut treibt. Inzwischen hat sich der Angelwurm aus dem Köderglas befreit und entpuppt sich als Gauner. |
| 36 | Reise in Oggy                 | Beim Frühstück verschluckt Oggy versehentlich Dee-Dee. Der entdeckt nun Oggys Innenleben und stellt es auf den Kopf. |
| 37 | Die Außerirdischen            | Eines Nachts werden die Kakerlaken von Verwandten aus dem Weltraum besucht. |
| 38 | Badetag                       | Oggy stinkt. Deshalb will Jack ihn baden. Doch Oggy wehrt sich, denn er ist nicht nur wasserscheu, sondern kann auch nicht schwimmen. Jack will es ihm nun beibringen. |
| 39 | Schluckauf                    | Oggy bekommt einen Schluckauf. Der hat unschöne Folgen, die dank der Kakerlaken nur noch schlimmer werden. |
| 40 | Spielzeugland                 | Bei einem Streich der Kakerlaken kullert Jacks winziges Gehirn aus seinem Kopf. Die Kakerlaken stecken es in diverse Spielzeuge, um sich dann von ihnen jagen zu lassen. |
| 41 | Besuch von Omi                | Oggys Oma hat Geburtstag. Den wollen die Kakerlaken natürlich sabotieren. Doch sie unterschätzen Oggys Oma. Die ist nämlich Meisterin im Kakerlakenjagen. |
| 42 | Das Schneckenhaus             | Oggy findet eine Schnecke. Ein neues Hobby ist gefunden. Die Kakerlaken finden die unzähligen Kriechtiere einfach nur widerlich und wollen sie loswerden. |
| 43 | Wunder der Technik            | Jack hat eine Kakerlaken-Zerstörmaschine bestellt. Die muss er aber erst mal zusammenbauen. Und ob die Maschine dann auch funktioniert, ist fraglich, denn Jack hat von Technik keine Ahnung. Derweil muss Oggy die Kakerlaken stillhalten, da sein Vetter um äußerste Ruhe bittet.                                                                                               |
| 44 | Der Fernsehstar               | Oggy hat eine Videokamera bekommen. Begeistert nimmt er die Kakerlaken beim Unsinn anstellen auf. Er hätte sie besser vorher gefragt, denn die Drei sind kamerascheu. Das Trio beschließt, es Oggy heimzuzahlen. |
| 45 | Der Diktator                  | Jacks Selbstverliebtheit steigt ihm zu Kopf. Er erklärt sich zum Alleinherrscher und macht die anderen zu seinen Sklaven. Das schreit ganz klar nach einer Meuterei, wobei Oggy und seine Kakerlaken sich freiwillig zusammenschließen. |
| 46 | Die Super-Kakerlake           | Dee-Dee bekommt einen Stromschlag verpasst und ist nun superstark. Das steigt ihm schnell zu Kopf. Oggy und die beiden anderen Kakerlaken setzen alles daran, Dee-Dee aufzuhalten. Der Erfolg hält sich allerdings in Grenzen. |
| 47 | Hitzewelle                    | Die Sonne lädt zum Bräunen ein und genau das tut Oggy. Bis die Kakerlaken ihre Schatten werfen. |
| 48 | Alte Liebe                    | Auf dem Dachboden entdeckt Oggy alte Briefe aus Teenagerzeiten. Herrlich schmalzige Liebesbriefe, die alte Leidenschaften wecken. Die Kakerlaken finden die Briefe und wollen die alten Zeiten wieder aufleben lassen. Auf ihre Art und Weise, versteht sich. |
| 49 | Jahrmarkt in der Stadt        | Oggy und sein Vetter Jack wollen den Jahrmarkt genießen und Spaß haben. Durch das veranstaltete Chaos der Kakerlaken geraten sie allerdings immer wieder mit einem schlagkräftigen Protz mit seiner Angebeteten aneinander. |
| 50 | Hart aber zerbrechlich        | Vetter Jack will Oggys Haus neu verputzen. Die Kakerlaken sind begeistert von der Eigenschaft des Betonpulvers. Das nutzen sie jetzt für ganz eigene Zwecke. |
| 51 | Oggy und die Zauberflöte      | Oggy erhält eine Trillerpfeife, die die Zeit anhält, sobald man trillert. Genau das probiert Oggy aus und hypnotisiert dabei die Kakerlake Marky, die ihm nun gehorcht. Joey und Dee-Dee wollen ihren Freund wieder wachrütteln. |
| 52 | Der Pechvogel                 | Oggy wird von einem kurzsichtigen Jäger verfolgt und beschossen, der ihn versehentlich für ein Huhn hält. |
| 53 | Entensuppe                    | Jack will aus einer gefangenen Ente Entensuppe zubereiten. Deren Artgenossen starten eine einmalige Rettungsaktion. |
| 54 | Spiel der Könige              | Als Jack beim Schach durch einen Trick der Kakerlaken verliert, glaubt er, Oggy habe betrogen und zieht eine Grenze durch das Haus, um Macht an sich zu reißen. Oggy hält jedoch dagegen … |
| 55 | Der Geisterjäger              | Oggy, der eine Horrorshow sieht, ist sehr versteinert. Die drei Kakerlaken machen ihm Angst und veranlassen ihn, sie zu jagen und mit einer Pfanne zu töten. Aber die drei Kakerlaken haben ihr letztes Wort nicht gesagt und kehren als Geister zurück. Oggy ist terrorisiert und verschwendet keine Zeit damit, frühere Feinde zu bereuen. Aber wie bekommst du sie zurück ...? |
| 56 | Super-Ball                    | Der neue Flummi, den Oggy sich besorgt hat, ist eine wahre Wucht. Ein leichtes Antippen genügt, schon stellt der Ball das Haus auf den Kopf. Das bringt die Kakerlaken auf krumme Gedanken. |
| 57 | Camping-Freuden               | Oggy, Jack und Dee-Dee gehen Campen. An die Launen der Natur haben sie nicht gedacht. |
| 58 | Der Schweinchen-Tresor        | Na toll. Oggy will sein Sparschwein plündern, doch die Kakerlaken haben den Schlüssel. Und wo haben sie sich damit versteckt? Genau, im Sparschwein … |
| 59 | Der doppelte Oggy             | Jack und Oggy spielen Kugelwerfen. Im Haus entdecken die Kakerlaken Oggys Kleiderschrank. Prompt verkleiden sie sich als Oggy, um Jack das Ballwerfen zu vergrätzen. |
| 60 | Endlich Weihnachten           | Nach einer heftigen Weihnachtsjagd wirft Oggy die Kakerlaken hinaus, es kommt Weihnachtsstimmung bei ihm auf und er lässt sie wieder rein. Inzwischen ist Jacks Monstertruck abgestürzt und er muss dem extremen Schneesturm trotzen … |
| 61 | Fernseh-Fieber                | Oggy liebt seine Fernsehdramen, aber die Kakerlaken schließen seinen Fernseher in einem Safe ein. Während Jack versucht, es herauszubringen, ist Oggy unruhig und würde alles tun, um seine Fernsehsendung anzusehen. |
| 62 | Das große Rennen              | Jack schenkt Oggy einen ferngesteuerten Rennwagen. Sie bereiten den Kakerlaken unwissentlich Ärger und veranlassen sie, zu gehen, doch ein vorbeirasendes Auto macht ihnen klar, wer dafür verantwortlich ist ... |
| 63 | Monster aus der Schlammlagune | Nachdem Oggy sich eine weitere Horrorshow angesehen hat (es scheint, als hätte er aus der „Der Geisterjäger“-Folge nichts gelernt), denkt er, dass Jack ein gruseliges Monster ist. Die Kakerlaken sehen das und schmieden Pläne, um Oggy zu erschrecken ... |